# Scale e serpenti
Scale e serpenti è un gioco da tavolo tradizionale, nato in Inghilterra e diffuso soprattutto nei paesi di lingua inglese (il nome originale è snakes and ladders). Si tratta di un semplicissimo gioco di percorso piuttosto simile al gioco dell'oca. Come nel gioco dell'oca, l'esito di una partita è completamente determinato dal lancio dei dadi.

## Tabellone e regole
Il tabellone tradizionale di "scale e serpenti" rappresenta un percorso di forma bustrofedica, solitamente costituito da 10 righe di 10 caselle. Il percorso è reso più complesso da un certo numero di "scale" e "serpenti" che attraversano il tabellone verticalmente, congiungendo due caselle di righe diverse. La posizione delle scale e dei serpenti può variare.
Analogamente a quanto avviene nel gioco dell'oca, i giocatori procedono del numero di caselle indicato dal lancio di un dado. Un segnalino che arriva in una casella posta "ai piedi" di una scala viene spostato alla casella in cima alla scala; viceversa, un segnalino che arriva in una casella con la bocca di un serpente "retrocede" fino alla coda. Nella maggior parte delle versioni, un giocatore che lancia un 6 ha diritto a giocare ancora.
Vince chi arriva per primo all'ultima casella del percorso. In alcune varianti (non sempre), l'ultima casella deve essere raggiunta con un lancio di dado esatto; eventuali punti in eccesso porterebbero il segnalino a raggiungere la meta per poi retrocedere dei punti residui.

## Storia
La forma moderna del gioco fu inventata nell'Inghilterra vittoriana da John Jaques II della celebre casa editrice di giochi Jaques of London. Secondo alcuni, il gioco si dovrebbe considerare un adattamento di un antico gioco indiano chiamato dasapada; questa tesi è controversa. Il termine dasapada, in sanscrito, si riferisce a una griglia 10×10 e viene usato oggi soprattutto in riferimento a una variante degli scacchi. In ogni caso, John Jaques II era certamente un conoscitore dei giochi indiani; dal Pachisi, infatti, trasse l'idea per un altro suo grande successo, il Ludo.

## Edizioni celebri
L'edizione del gioco più diffusa negli Stati Uniti si chiama Chutes and Ladders ("scivoli e scale") e fu prodotta da Milton Bradley. Anziché con un dado, l'entità degli spostamenti viene decisa con una trottola. La grafica del gioco è ispirata ai campi giochi (le scale sono quelle degli scivoli, che svolgono anche il ruolo di "serpenti"). La versione più diffusa in Inghilterra è del tutto tradizionale ed è edita da Spear's Games.